# Acanthochitona penicillata
Acanthochitona penicillata är en blötdjursart som först beskrevs av Gérard Paul Deshayes 1863.  Acanthochitona penicillata ingår i släktet Acanthochitona och familjen Acanthochitonidae. Inga underarter finns listade i Catalogue of Life.